# 阿格洛納市鎮
阿格洛納市鎮 ，曾是拉脫維亞的一個市鎮，設立於2009年。阿格洛納自治市位於該國東南部，人口4561人，面積329.7平方公里，人口密度約12人/km2。

## 外部連結
- 官方網站 （页面存档备份，存于）（拉脱维亚文）